# 小泉千加子
小泉 千加子（こいずみ ちかこ）は、大阪府出身の美容師。

## 来歴
美容学校卒業後、大阪心斎橋での修行を経て、1985年に大阪帝塚山にてヘアサロンスタジオ・コイズミを開店。
1988年に単身ニューヨークへ渡り、ブルーミングデールズ本店でヘア・パフォーマンスを行った。同年に心斎橋店を開店。
1989年より2000年まで「IBS in New York」6回出場。2度のブロンズ賞を受賞。また1997年、1998年に「MCB in France」で入賞する。1987年からヘアショーを開催。1996年には東京六本木のベルファーレでヘアライブショー（エイベックス主催）を2回開催。2005年には大阪ハイアットリージェンシーで、2008年には東京ミッドタウンでヘアショーを開催。1993年から東京で月に1日のみ「チカコ・スペース西麻布」を開設。2006年には、心斎橋にスタジオコイズミビルディングを立ち上げ、小泉自身がヘアを手掛ける「チカコ・スペース」と、若手のヘアアーティストたちが中心となった「スタジオ・コイズミ」をオープン。ネイルアートやヘッドスパ、フォトスタジオも併設している。
自らを「ヘアニスト」と称し、16分割、32分割、2線目、一回転半など、オリジナル技術を生み出した。「洗いっぱなしでも髪が決まる」形状記憶という独自の技術を編み出した。

## ヘアーショー
- 1987年 HAIRT88
- 1988年 小泉千加子/ひらめきの世界
- 1988年 ブルーミングデールズNY Hair Performance
- 1989年 ザ・髪芝居/WFFワールドファッションフェア
- 1990年 夢風流/着物
- 1991年 Hair Magical/Super CHIKAKO Collection
- 1992年 ROYAL21 Ceremony/ CHIKAKO Collection
- 1995年 NYマンハッタン/クラブ DAZZLE at Hollings
- 1996年 NY/CLUB TOKIO」
- 1996年 Super CHIKAKO Live in VELEFARRE
- 1996年 Super CHIKAKO Live in VELEFARRE SUMMER
- 2005年 セレブリティビューティーショー/大阪ハイアットリージェンシー
- 2006年 Super Chikako 2006 Bone Voyage
- 2008年 “B"ecology 2008 Hair Mode Show/東京ミッドタウン
- 2008年 LOVE元気Super Chikako Live in Osaka

## 出演

### テレビ
- 真夜中っ子（テレビ大阪、1990年5月 - 10月）
- あさやん!（毎日放送、2000年）
- 世界バリバリ★バリュー（MBSテレビ、2006年）
- 2時っチャオ!（TBS、2007年）
- ごきげん!ブランニュ（朝日放送、2007 - 2009年）
- 情報ライブ ミヤネ屋（読売テレビ(ytv)、2009年）
- 「それってどんなヒト?」捜査バラエティ Gメン99（TBS、2014年）

### 雑誌
Muffin、Story、Berry、女性自身、女性セブン、セブンヒルズ、大人組、「黒リッチ」博報堂、少年マガジン

## 書籍
- 私のハサミはなぜ人をひきつけるのか － ヘアニストKOIZUMIの仕事術（2006年4月20日、亜紀書房） ISBN 978-4750506098